# Steropodon
A Steropodon galmani az emlősök (Mammalia) osztályának kloákások (Monotremata) rendjébe, ezen belül a kacsacsőrű emlősök (Ornithorhynchidae) családjába tartozó faj.
Nemének eddig egyetlen felfedezett faja.

## Tudnivalók
A Steropodon galmani 110,5-93,3 millió évvel élt ezelőtt, a kora kréta korszakban.
A Steropodon egy kloákás emlős volt, így rokona a kacsacsőrű emlősnek és a hangyászsünféléknek. Az állat, a Lightning Ridge (Ausztrália) környékén élt a kréta korban. A Hotcrossbunidon mellett, a Steropodon az egyik legrégibb ismert kloákás állat. Akárcsak a mai utódja, a kacsacsőrű emlős, a Steropodon is a hüllőkéhöz hasonló, szikanyagban gazdag, lágy héjú tojással szaporodott. Ezután már úgy szoptatta kicsinyét, mint egy emlős.
Mindenevő volt, ekképpen a rovarokat és puhatestűeket, sőt, lehet, hogy kisebb hüllőket is zsákmányolt. Az sem zárható ki, hogy felkutatta és megdézsmálta a kisebb dinoszaurusz fajok fészkeit.
A Steropodon galmani hossza 50  centiméter; így korának egyik emlős „óriása” volt. Szájában fogak ültek.